# Beck Row, Holywell Row and Kenny Hill
Beck Row, Holywell Row and Kenny Hill är en civil parish i distriktet West Suffolk i Suffolk i England. Orten har 3 897 invånare (2011).